# 34e Rue
La 34e Rue (ou 34th Street) est l'un des principaux axes de circulation de New York. 

## Situation et accès
Cette voie de l'arrondissement de Manhattan, relie le Lincoln Tunnel qui traverse l'Hudson en direction du New Jersey à l'est et le Queens-Midtown Tunnel qui relie Midtown au Queens à l'ouest. La rue est principalement connue pour l'Empire State Building et le magasin Macy's.
Comme les autres principales rues de l'île, la 34e Rue est desservie par plusieurs lignes de métro réparties dans quatre stations d'est en ouest: les lignes A, C, E desservent la Huitième Avenue, les lignes 1, 2, 3 la Septième Avenue, les lignes B, D, F, V, N, Q, R, W ainsi que le PATH Herald Square, alors que la ligne 6 circule sous Park Avenue.
De plus la 34e Rue possède deux lignes de bus propres, le M34 et M16.

## Origine du nom
La 34e Rue, tire son nom tout simplement de sa position dans le plan en damier de Manhattan établi en 1811. 
Le chiffre « 34 » indique sa position dans la grille est-ouest, entre la 33e et la 35e Rue.

## Historique
Elle a été définie dans le Commissioners' Plan de 1811, qui a établi le plan en damier de l'île de Manhattan comme l'une des 15 rues est-ouest d'une largeur de 30 m (tandis que les autres rues étaient désignées comme ayant une largeur de 18 m).

## Bâtiments remarquables et lieux de mémoire
D'ouest en est se trouvent :
- Jacob K. Javits Convention Center ;
- Manhattan Center ;
- Hammerstein Ballroom ;
- One Penn Plaza ;
- Macy's ;
- Manhattan Mall ;
- Herald Square ;
- Empire State Building ;
- La cathédrale arménienne Saint-Vartan (en) ;
- Rusk Institute of Rehabilitation Medicine et la faculté de médecine de l'université de New York.